# Hecalapona lyrata
Hecalapona lyrata är en insektsart som beskrevs av Delong 1976. Hecalapona lyrata ingår i släktet Hecalapona och familjen dvärgstritar. Inga underarter finns listade i Catalogue of Life.